# فیبی لبوی
فیبی استارفیلد لِبوی (زادهٔ ۲۹ ژوئیه ۱۹۳۶ – درگذشتهٔ ۱۶ ژوئن ۲۰۱۲) یک زیست‌شیمیدان آمریکایی و از کنشگران برجسته در حمایت از زنان در علوم بود.

## تحصیلات
لِبوی در سال ۱۹۵۷ مدرک کارشناسی خود را در رشتهٔ جانورشناسی از کالج سوارثمور دریافت کرد و در سال ۱۹۶۲ دکترای تخصصی خود را در رشتهٔ زیست‌شیمی از کالج برین مار اخذ نمود.

## فعالیت‌های علمی
لِبوی در سال‌های ۱۹۶۲ تا ۱۹۶۳ به عنوان پژوهش‌یار در کالج برین مار فعالیت کرد و سپس از ۱۹۶۳ تا ۱۹۶۶ در دانشکده پزشکی دانشگاه پنسیلوانیا به پژوهش پرداخت. او در سال‌های ۱۹۶۶ تا ۱۹۶۷ پژوهش‌گر فوق‌دکتری در مؤسسه علوم وایزمن بود و از سال ۱۹۶۶ تا ۱۹۷۰ به عنوان استادیار در بخش زیست‌شیمی دانشکده دندان‌پزشکی دانشگاه پنسیلوانیا تدریس کرد. در سال ۱۹۷۶، او به درجهٔ استاد تمامی در دانشکده دندان‌پزشکی و گروه تحصیلات تکمیلی زیست‌شناسی سلولی و مولکولی ارتقا یافت و تا سال ۲۰۰۰ در این مقام باقی ماند. لِبوی رئیس سنای هیئت علمی دانشگاه پنسیلوانیا در سال‌های ۱۹۸۱ تا ۱۹۸۲ و رئیس بخش زیست‌شیمی دانشکده دندان‌پزشکی این دانشگاه در سال‌های ۱۹۹۲ تا ۱۹۹۵ بود. او همچنین استاد مهمان در دانشگاه کالیفرنیا، سانفرانسیسکو (۱۹۷۹–۱۹۸۰) و کالج ولفسون دانشگاه آکسفورد (۱۹۸۹–۱۹۹۰) بود.
پژوهش‌های ابتدایی لِبوی بر تغییرات اسیدهای نوکلئیک متمرکز بود. او بعدها تمرکز خود را بر روی سلول‌های بنیادی بالغ سازنده استخوان معطوف کرد. تحقیقات او موجب شد که در صف مقدم اپی‌ژنتیک و پزشکی ترمیمی قرار گیرد.

## کنشگری
لِبوی عمیقاً نگران نبود فرصت‌های حرفه‌ای برای زنان در علوم بود. اگرچه او از حضور مشاوران حرفه‌ای بهره‌مند شد—از جمله استاد راهنمای پایان‌نامه‌اش که او را به راه‌اندازی آزمایشگاه شخصی‌اش تشویق کرد—اما خود گفته بود: «نزدیک‌ترین کسی که [به‌عنوان الگو] داشتم، مادام کوری بود و حتی او هم در واقع گرر گارسون، بازیگری بود که در فیلم نقش او را بازی می‌کرد!»
او تلاش‌های گسترده‌ای برای ایمن‌تر و پذیراتر کردن فضای دانشگاه پنسیلوانیا برای زنان انجام داد. در سال ۱۹۷۰، او ریاست و بنیان‌گذاری گروه «زنان برای فرصت برابر در دانشگاه پنسیلوانیا» (WEOUP) را بر عهده گرفت. وقوع مجموعه‌ای از تجاوزها در محوطه دانشگاهی، او را بر آن داشت که یک تحصن سازمان‌دهی کند. وی عضو «کمیته وضعیت زنان» (کمیته کوهن) در شورای دانشگاه بود و همچنین به‌همراه دیگران ریاست «کارگروه برابری جنسیتی دانشگاه پنسیلوانیا» را در سال‌های ۲۰۰۰ تا ۲۰۰۱ برعهده داشت.
او برای دهه‌ها عضو فعال انجمن زنان در علوم (AWIS) بود و در نقش‌های مختلفی فعالیت کرد؛ از جمله عضویت در هیئت اجرایی (۱۹۷۴–۱۹۷۶) و ریاست این انجمن (۲۰۰۸–۲۰۰۹). او همچنین در «کمیته زنان انجمن آمریکایی زیست‌شناسی شیمیایی» (۱۹۷۲–۱۹۷۵) و «کمیته زنان انجمن استادان دانشگاه‌های آمریکا» (AAUP) در سال‌های ۱۹۸۵ تا ۱۹۸۸ خدمت کرد.
لِبوی به‌طور مستقیم با تبعیض جنسیتی مواجه شد؛ به‌گونه‌ای که در دورهٔ فوق‌دکتری صراحتاً به او گفته شد که نه او و نه هیچ زن دیگری به‌عنوان استادیار استخدام نخواهند شد. در اوایل دههٔ ۲۰۰۰، با اینکه دهه‌ها از تلاش‌های ابتدایی برای مقابله با تبعیض گذشته بود، او نسبت به اهمیت ادامهٔ فعالیت‌های انجمن زنان در علوم (AWIS) دچار تردید شد—تا اینکه لری سامرز لب به سخن گشود. اظهارات بحث‌برانگیز سامرز در سال ۲۰۰۵ دربارهٔ دلیل کم‌بودن حضور زنان در علوم و مهندسی، باعث شد لِبوی دوباره بر کارکرد کنش‌گری انجمن زنان در علوم تمرکز کند و نگاه خود را به‌سوی موانع نظام‌مند و پنهان‌تری که زنان در عرصهٔ علم با آن روبرو هستند معطوف نماید.
در سال ۲۰۱۲، انجمن آمریکایی تحقیقات استخوان و مواد معدنی جایزهٔ «پیشرفت حرفه‌ای فیبی لِبوی» را بنیان نهاد تا از پژوهشگران زن جوان خارج از ایالات متحده حمایت کند.

## زندگی شخصی
ازدواج لِبوی با یوجین لِبوی به طلاق انجامید. او بعدها با نیل ناتانسون ازدواج کرد و نامادری سه فرزند او—کیت، جان و دانیل—شد. لِبوی بر اثر بیماری اسکلروز جانبی آمیوتروفیک (ALS) درگذشت.